# رحى أولى سفلية
الرحى الأولى السفلية أو الطاحن الأول السفلي (بالإنجليزية:Mandibular First Molar)، هو السن السادس بعيدًا عن خط منتصف الوجه في الأسنان الدائمة، يسبقه الضاحك السفلي الأول ويتلوه الطاحن السفلي الثاني. أما في الأسنان اللبنية فهو السن الرابع بعيداً عن خط منتصف الوجه يسبقه الناب السفلي اللبني ويتلوه الطاحن الثاني السفلي اللبني. وظيفة هذا الضرس تشبه وظيفة جميع الأضراس فيما يتعلق بالطحن باعتباره الإجراء الرئيسي الذي يقوم به أثناء مضغ الطعام، عادة ما يكون هناك خمس شرفات لدى الأضراس الأولى السفلية، اثنتان على الجانب الشدقي (الجانب الأقرب للخد)، واثنتان على الجانب اللساني (الجانب الأقرب إلى اللسان)، وواحدة على الطرف الجانبي للسن. هناك اختلافات كبيرة بين الطاحن الأول السفلي الدائم والطاحن الأول السفلي اللبني على الرغم من أن وظيفتها متشابهة، ولكن لها مواقع مختلفة في الفم فعند بزوغ الطاحن الأول السفلي الدائم في الفم فهو لا يقوم باسقاط أي سن لبني، أما الأسنان التي تحل محل الطاحن الأول السفلي اللبني فهي الضواحك السفلية الدائمة.